# Rotterdam Open 1976 - Doppio
Il doppio del Rotterdam Open 1976 è stato un torneo di tennis facente parte del WCT 1976.
Il torneo è stato vinto da Rod Laver e Frew McMillan, che hanno battuto in finale Arthur Ashe e Tom Okker con il punteggio di 6-1, 6-7, 7-6.

## Teste di serie
1. Dick Stockton /  Erik Van Dillen (primo turno)

1. Bob Lutz /  Stan Smith (semifinali)

## Tabellone

### Legenda
| - Q = Qualificato - WC = Wild card - LL = Lucky loser | - ALT = Alternate - SE = Special Exempt - PR = Protected Ranking | - w/o = Walkover - r = Ritirato - d = Squalificato |

|  | Quarti di finale           | Quarti di finale              | Quarti di finale              | Quarti di finale              | Quarti di finale |  |  | Semifinali              | Semifinali              | Semifinali              | Semifinali              | Semifinali |   |   | Finale                | Finale                | Finale | Finale | Finale |  |
|  |                            |                               |                               |                               |                  |  |  |                         |                         |                         |                         |            |   |   |                       |                       |        |        |        |  |
|  |                            | Arthur Ashe Tom Okker         | Arthur Ashe Tom Okker         | Arthur Ashe Tom Okker         | w/o              |  |  |                         |                         |                         |                         |            |   |   |                       |                       |        |        |        |  |
|  | 1                          | Dick Stockton Erik Van Dillen | Dick Stockton Erik Van Dillen | Dick Stockton Erik Van Dillen |                  |  |  | Arthur Ashe Tom Okker   | Arthur Ashe Tom Okker   | Arthur Ashe Tom Okker   | 6                       | 6          |   |   |                       |                       |        |        |        |  |
|  | Jiří Hřebec Jan Kodeš      | Jiří Hřebec Jan Kodeš         | 6                             | 3                             | 6                |  |  | Jiří Hřebec Jan Kodeš   | Jiří Hřebec Jan Kodeš   | Jiří Hřebec Jan Kodeš   | 2                       | 3          |   |   |                       |                       |        |        |        |  |
|  | Wojciech Fibak Karl Meiler | Wojciech Fibak Karl Meiler    | 3                             | 6                             | 3                |  |  |                         |                         |                         |                         |            |   |   | Arthur Ashe Tom Okker | Arthur Ashe Tom Okker | 1      | 7      | 6      |  |
|  | Rod Laver Frew McMillan    | Rod Laver Frew McMillan       | Rod Laver Frew McMillan       | 7                             | 6                |  |  |                         |                         | Rod Laver Frew McMillan | Rod Laver Frew McMillan | 6          | 6 | 7 |                       |                       |        |        |        |  |
|  | Louk Sanders Rolf Thung    | Louk Sanders Rolf Thung       | Louk Sanders Rolf Thung       | 6                             | 4                |  |  | Rod Laver Frew McMillan | Rod Laver Frew McMillan | 2                       | 6                       | 6          |   |   |                       |                       |        |        |        |  |
|  | 2                          | Bob Lutz Stan Smith           | Bob Lutz Stan Smith           | 6                             | 6                |  |  | Bob Lutz Stan Smith     | Bob Lutz Stan Smith     | 6                       | 4                       | 4          |   |   |                       |                       |        |        |        |  |
|  |                            | Jeff Borowiak Dick Crealy     | Jeff Borowiak Dick Crealy     | 3                             | 4                |  |  |                         |                         |                         |                         |            |   |   |                       |                       |        |        |        |  |